# Ковшевный, Андрей Николаевич
Андрей Николаевич Ковшевный (род. 6 февраля 1979, Челябинск) — российский хоккеист, нападающий.

## Биография
Воспитанник челябинского «Трактора», тренеры Валерий Рякин, Юрий Могильников. Начинал играть в команде высшей лиги «Надежда» Челябинск (1995/96). В сезонах 1996/97 — 1999/2000 выступал за «Трактор» и фарм-клубы «Юниор-Т» Курган (1996/97 — 1997/98) и «Трактор-2» (1998/99 — 1999/2000). В сезонах 2000/01 — 2002/03 играл за челябинские «Мечел» и «Мечел-2». Летом 2003 года был приглашён обратно в «Трактор». После предсезонной подготовки Ковшевному было предложено уйти в аренду, но он отказался и завершил карьеру.
Окончил УралГУФК, Челябинское духовное училище, Екатеринбургскую духовную семинарию.
Клирик храма во имя святого Георгия Победоносца, настоятель храма во имя Луки Крымского (Челябинск). Руководитель отдела по физкультуре и спорту Челябинской епархии.

### Семья
Жена Ксения Ковшевная (познакомились в 1999 году). По состоянию на 2020 год — пятеро детей: Георгий, Екатерина, Александра, Николай, Михаил.